# Список концертних турів Metallica

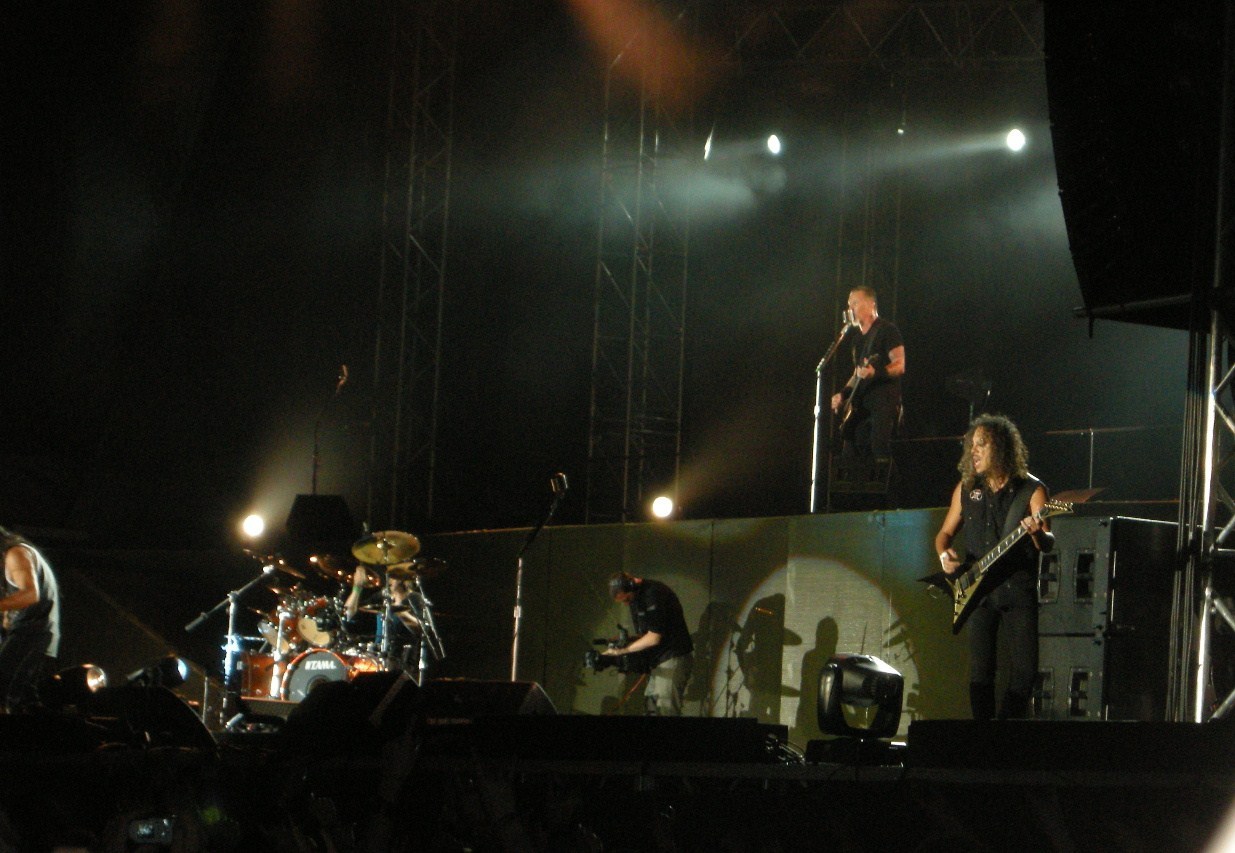
Metallica під час виступу у Швеції в рамках світового магнітного туру у 2009 році

Metallica — американський хеві-метал-гурт, заснований 1981 року барабанщиком Ларсом Ульріхом і ритм-гітаристом Джеймсом Гетфілдом. Окрім Ульріха, початковий склад гурту на деяких концертах 1982 року включав Джеймса Гетфілда (ритм-гітара і вокал), Дейва Мастейна (соло-гітара і бек-вокал) і Рона Макговні (бас-гітара). Кліфф Бартон замінив Макговні у 1982 році й грав з групою до своєї смерті у 1986 році. Після його смерті до гурту прийшли басисти Джейсон Ньюстед (1986—2001) та Роберт Трухільйо (з 2003). Після звільнення з гурту Дейва Мастейна роль вокаліста зайняв Кірк Гемметт (з 1983 року), який згодом заснував гурт Megadeth. Протягом перших років Metallica виступала на невеликих фестивалях і як група підтримки в турах таких гуртів, як Venom. З моменту свого першого живого виступу в Radio City, Анахайм, 14 березня 1982 року, Metallica виступала на всіх семи континентах, даючи концерти щороку (за винятком 2001 року) в загальній складності понад 1,600 шоу. Більшість з них були зіграні в США, але численні концерти також відбулися в Канаді, Великобританії та Німеччині, серед інших країн. Гурт також побував у дев'яти світових турне: Damage, Inc. Tour (1986—1987), Damaged Justice (1988—1989), Wherever We May Roam Tour (1991—1992), Nowhere Else to Roam (1993), Madly in Anger with the World Tour (2003—2004), Escape from the Studio '06, World Magnetic Tour (2008—2010), WorldWired Tour (2016—2019) і M72 World Tour (2023—2024). Під час цих турів гурт відвідав Південну Африку, а також кілька країн Центральної та Південної Америки, Азії та Океанії.
Metallica відіграла багато концертів на великих рок-фестивалях, таких як Woodstock '94, Ozzfest, Monsters of Rock, Lollapalooza, Download Festival, Reading Festival і Days on the Green. Вони також провели численні концерти на стадіонах, деякі з яких збирали натовпи понад 100 000 людей. Один з найвідвідуваніших музичних концертів в історії AC/DC провели 28 вересня 1991 року на Тушинському аеродромі в Москві, де, за неофіційними даними, були присутні 1,6 мільйона людей. Деякі з цих виступів пізніше були випущені у вигляді відео для спеціальних бокс-сетів або DVD-релізів. Деякі виступи відбулися в театрах, в тому числі два концерти у квітні 1999 року разом з Симфонічним оркестром Сан-Франциско, які були випущені як альбом S&M.
Першим офіційним туром Metallica був Kill 'Em All for One, який розпочався у 1983 році на підтримку їхнього дебютного альбому. Найдовшими з них були Wherever We May Roam і World Magnetic Tours, які тривали 14 місяців і 20 місяців відповідно, кожен з яких налічував понад 170 концертів. Гурт є одним з найприбутковіших живих гуртів, продавши половину своїх перших 187 концертів, що відбулися протягом 2000-х років, і зібравши понад 3,5 мільйони людей та понад 227 мільйонів доларів США валового збору.

## Тури 1980-х років
| Рік(и) | Назва                            | Етапи (місця проведення) та дати | Кількість показів | За підтримки                                                                                               |
| --- | -------------------------------- | --- | ----------------- | --- |
| 1983–1984 | Kill 'Em All for One             | США: 27 липня 1983 — 22 січня 1984 | 52                | Raven, Anthrax, Exodus                                                                                     |
| Це був перший тур, зіграний як гурт, і він підтримував їхній перший альбом «Kill 'Em All». |                                  | |                   | |
| 1984 | Seven Dates of Hell              | Європа: 3 лютого — 12 лютого 1984 року | 6                 | Venom (хедлайнер),                                                                                         |
| Metallica виступили на розігріві у Venom перед 7000 глядачів на фестивалі Aardschok у Зволле, Нідерланди. |                                  | |                   | |
| 1984 | Bang That Head That Doesn't Bang | Європа: 16 листопада — 20 грудня 1984 року | 25                | Tank |
| Гурт провів своє перше велике європейське турне із середньою аудиторією в 1,300 осіб. |                                  | |                   | |
| 1985 | Ride the Lightning Tour          | Північна Америка: 11 січня — 19 березня 1985 року Європа: 13 серпня — 14 вересня 1985 року США: 29 вересня 1985 — 31 грудня 1985                                                                                             | 57                | WASP (спів-хедлайнер), Armored Saint, Tank, ZZ Top, Marillion, Bon Jovi, Ratt, Magnum, Tommy Vance, Exodus |
| Гурт вирушив у турне на підтримку свого другого альбому Ride the Lightning, зібравши 60 000 глядачів на концерті в Окленді, штат Каліфорнія, на фестивалі Day on the Green. Під час туру Metallica вперше зіграла на фестивалі Monsters of Rock. Концерт відбувся в Донінгтон-парку, Англія, перед 70 000 глядачів. |                                  | |                   | |
| 1986–1987 | Damage, Inc. Tour                | Північна Америка: 27 березня — 3 серпня 1986 року Європа: 10-26 вересня 1986 року Японія: 15-20 листопада 1986 Північна Америка: 26 листопада — 20 грудня 1986 Європа: 8 січня — 13 лютого 1987 року                         | 142               | Anthrax, Metal Church, Sword                                                                               |
| Тур проходив на підтримку третього альбому «Master of Puppets», хедлайнером північноамериканської весняно-літньої частини якого був Оззі Осборн. Цей тур був сповнений нещасть для гурту, оскільки гітарному техніку Джону Маршаллу довелося двічі підміняти Джеймса Гетфілда за ритм-гітарою через травму зап'ястя. Пізніше, під час європейської частини туру, в аварії автобуса у Швеції загинув басист Кліфф Бертон. Світовий тур, що розпочався після цього, представив нового басиста, Джейсона Ньюстеда. |                                  | |                   | |
| 1987 | Monsters of Rock '87             | Європа: 20-30 серпня 1987 року | 4                 | Bon Jovi, Dio, Anthrax, WASP, Cinderella                                                                   |
| Гурт вдруге вирушив у фестивальне турне з концертами в Англії та Західній Німеччині |                                  | |                   | |
| 1988 | Monsters of Rock '88             | США: 27 травня — 30 липня 1988 року | 32                | Van Halen (хедлайнер), Scorpions, Dokken, Living Colour, Kingdom Come                                      |
| Metallica поїхала в той самий фестивальний тур, другий рік поспіль, і грала перед натовпами від 40 000 до 53 000 людей. |                                  | |                   | |
| 1988–1989 | Damaged Justice                  | Європа: 11 вересня — 5 листопада 1988 року Північна Америка: 15 листопада 1988 — 21 квітня 1989 Тихоокеанський регіон: 1-27 травня 1989 Північна Америка: 31 травня — 23 вересня 1989 Південна Америка: 4-7 жовтня 1989 року | 222               | Danzig, Queensrÿche, Faith No More, Mortal Sin, The Cult                                                   |
| Турне проходило на підтримку четвертого альбому гурту,...And Justice for All. Концерти 29 30 серпня 1989 року у Сіетлі пізніше були видані на бокс-сеті Live Shit: Binge & Purge. |                                  | |                   | |

## Тури 1990-х років
| Рік(и | Назва                                | Етапи (місця проведення) та дати                                                                                            | Кількість показів | За підтримки |
| --- | ------------------------------------ | --- | ----------------- | --- |
| 1990 | Tour 1990                            | Європа, Північна Америка: 11 травня — 11 вересня 1990 року                                                                  | 12                | Warrior Soul, Dio, Bonham, Aerosmith (хедлайнер)                                                                |
| Тур складався з кількох європейських фестивалів і стадіонних шоу, а також приватного концерту в The Marquee під назвою The Frayed Ends. Він включав два концерти в рамках Pump Tour Aerosmith, а також The Black Crowes і Warrant, які зібрали 60 000 і 30 000 глядачів відповідно. |                                      | |                   | |
| 1991 | Monsters of Rock '91                 | Європа: 10 серпня — 28 вересня 1991 року                                                                                    | 19                | AC/DC (хедлайнер), Pantera, Mötley Crüe, Queensrÿche, The Black Crowes                                          |
| Metallica відправилася у фестивальне турне вчетверте. Останній концерт туру, що відбувся 28 вересня на Тушинському аеродромі в Москві, був описаний як «перший безкоштовний концерт західного року під відкритим небом в радянській історії» і зібрав, за оцінками, від 500 000 до 3 500 000 глядачів, а за деякими неофіційними оцінками — понад 2 000 000.                                                                                     |                                      | |                   | |
| 1991–1992 | Wherever We May Roam Tour            | Північна Америка: 12 жовтня 1991 — 5 липня 1992 Європа: 22 жовтня — 18 грудня 1992 року                                     | 174               | Metal Church — Відкриття: 19 червня — 5 липня 1992 року                                                         |
| Турне проходило на підтримку п'ятого альбому Metallica (також відомого як «The Black Album»), який включав виступ на концерті на честь Фредді Мерк'юрі, де гурт зіграв короткий сет-лист, а Гетфілд виступив разом з Queen і Тоні Айоммі. Виступи 13 і 14 січня 1992 року в Сан-Дієго були пізніше видані на бокс-сеті Live Shit: Binge & Purge, а тур і альбом були пізніше задокументовані у книзі A Year and a Half in the Life of Metallica. |                                      | |                   | |
| 1992 | Guns N' Roses/Metallica Stadium Tour | Північна Америка: 17 липня — 6 жовтня 1992 року                                                                             | 25                | Guns N' Roses (co-headliner), Faith No More, Motörhead                                                          |
| Це було накладанням туру «Wherever We May Roam Tour» гурту «Metallica» та «Guns N' Roses» «Use Your Illusion Tour». Джеймс Гетфілд отримав серйозні опіки під час концерту в Монреалі; Джон Маршалл замінив його на гітарі до кінця туру. |                                      | |                   | |
| 1993 | Nowhere Else to Roam                 | Північна Америка: 22 січня — 13 березня 1993 року Світовий тур: 16 березня — 8 травня 1993 Європа: 19 травня — 4 липня 1993 | 77                | Suicidal Tendencies, The Cult, Alice in Chains, Kyuss                                                           |
| Концерти в Мехіко в лютому та березні 1993 року були пізніше видані як частина бокс-сету Live Shit: Binge & Purge. Тоді ж гурт вперше познайомився з Робертом Трухільйо, який приєднався до гурту майже десять років потому. |                                      | |                   | |
| 1994 | Shit Hits the Sheds Tour             | США: 28 травня — 21 серпня 1994 року                                                                                        | 51                | Danzig, Suicidal Tendencies, Candlebox, Fight                                                                   |
| Тур включав виступ на Woodstock '94 13 серпня перед 350-тисячним натовпом. |                                      | |                   | |
| 1995 | Escape from the Studio '95           | Великобританія, Канада, США: 23 серпня — 14 грудня 1995 року                                                                | 5                 | Slayer, Skid Row, Slash's Snakepit, Therapy?, Warrior Soul, Machine Head, White Zombie, Corrosion of Conformity |
| Під час туру було зіграно по одній пісні з кожного з наступних двох альбомів («2 × 4» і «Devil's Dance»). На концерті в Донінгтон-парку Metallica вп'яте приєдналася до «Монстрів року». Це було перше турне, на якому більшість пісень було виконано в тюнінгу Eb, який використовується і донині |                                      | |                   | |
| 1996 | Lollapalooza No. 6                   | Північна Америка: 4 червня — 4 серпня 1996 року                                                                             | 28                | Soundgarden, Cocteau Twins, Devo, Ramones, Rancid, Screaming Trees, Psychotica                                  |
| Metallica була хедлайнером фестивального туру, перед натовпом близько 20 000 людей, багато концертів було розпродано. |                                      | |                   | |
| 1996–1997 | Poor Touring Me                      | Європа: 6 вересня — 27 листопада 1996 року Північна Америка: 19 грудня 1996 — 28 травня 1997                                | 139               | Corrosion of Conformity, Soundgarden, Korn                                                                      |
| Турне проходило на підтримку нещодавно випущеного альбому Load. Виступи 9 та 10 травня 1997 року у Форт-Ворті, штат Техас, пізніше були випущені у відеокліпі «Cunning Stunts». |                                      | |                   | |
| 1997 | Blitzkrieg '97                       | Європа: 22-24 серпня 1997 року                                                                                              | 3                 | |
| Metallica грає на європейських фестивалях, щоб виконати попередні контрактні зобов'язання. Вони відіграли три концерти поспіль на фестивалі Pukkelpop у Бельгії, Blind Man's Ball у Німеччині та на фестивалі в Редінгу в Англії. |                                      | |                   | |
| 1997 | Re-Load Promo Tour                   | США, Європа: 11-18 листопада 1997 року                                                                                      | 6                 | |
| Тур проходив на підтримку щойно випущеного альбому ReLoad. Понад 120 000 шанувальників зателефонували, щоб запросити місце для безкоштовного концерту в листопаді, який пізніше отримав назву «Марш мільйонів децибел». |                                      | |                   | |
| 1998–1999 | Poor Re-Touring Me Tour              | Тихоокеанський регіон: 21 березня — 8 травня 1998 року Північна Америка: 24 червня 1998 — 30 квітня 1999                    | 65                | Jerry Cantrell, Days of the New                                                                                 |
| Концерти 21 і 22 квітня 1999 року в Громадському театрі Берклі, разом із Симфонічним оркестром Сан-Франциско, були випущені як альбом S&M. |                                      | |                   | |
| 1998 | Garage Inc Promo Tour                | Північна Америка: 17-24 листопада 1998 року                                                                                 | 5                 | [ 29 ] |
| Турне проходило на підтримку альбому Garage Inc., під час якого гурт виконував лише кавер-версії, а на розігріві виступали кавер-групи Metallica. |                                      | |                   | |
| 1999 | Garage Remains the Same Tour         | Мексика, Південна Америка: 30 квітня — 14 травня 1999 Європа, США: 21 травня — 8 грудня 1999 року                           | 53                | Monster Magnet                                                                                                  |
| Турне проходило на підтримку альбому Garage Inc. Під час туру Metallica відіграла два концерти, схожих на той, що вийшов на S&M: 19 листопада в Німеччині з Babelsberger Filmorchester, а 23 листопада в Медісон-сквер-гарден, Нью-Йорк, з Оркестром Святого Луки. |                                      | |                   | |
| 1999–2000 | M2K Mini Tour                        | США: 28 грудня 1999 — 10 січня 2000                                                                                         | 10                | Ted Nugent, Sevendust, Kid Rock, Black Sabbath, Creed                                                           |
| Новорічне шоу в Понтіаку, штат Мічиган, зібрало 50 000 глядачів. |                                      | |                   | |

## Тури 2000-х років
| Рік(и) | Назва                              | Етапи (місця проведення) та дати | Кількість показів | За підтримки |
| --- | ---------------------------------- | --- | ----------------- | --- |
| 2000 | Summer Sanitarium Tour             | США: 23 червня — 9 серпня 2000 року | 21                | Korn, Kid Rock, Powerman 5000, System of a Down |
| Гетфілд пропустив три концерти через травму спини. Більшість пісень на цих концертах співав Ньюстед, а вокал і ритм-гітару також брали на себе музиканти з інших гуртів. |                                    | |                   | |
| 2003 | Summer Sanitarium 2003 Tour        | Європа: 4-28 червня 2003 року Європа, Північна Америка: 4 липня — 29 серпня 2003 року | 36                | Limp Bizkit, Deftones, Mudvayne, Linkin Park, Lostprophets, The Darkness |
| Як тур на підтримку альбому St. Anger, це був перший виступ нового басиста, Роберта Трухільйо, наживо з групою. |                                    | |                   | |
| 2003–2004 | Madly in Anger with the World Tour | Світовий тур: 6 листопада 2003 — 28 листопада 2004 | 137               | Godsmack, Lostprophets, Slipknot, In Flames |
| Ще один тур на підтримку альбому St. Anger, в якому більшість концертів були пізніше доступні для придбання у вигляді цифрового завантаження. Перед виступом на Download Festival Ларс Ульріх був терміново доставлений до лікарні після тривожного нападу і не зміг виступати, і Metallica грала на цьому концерті з запрошеними барабанщиками Дейвом Ломбардо і Джоуї Джордісоном, а також барабанним техніком Ульріха Флеммінгом Ларсеном. |                                    | |                   | |
| 2006 | Escape from the Studio '06         | Світовий тур: 13 березня — 15 серпня 2006 року | 16                | Avenged Sevenfold, Bullet for My Valentine, Trivium, Tool |
| Було зіграно дві нові пісні без назви, а деякі фрагменти увійшли до наступного альбому. Під час туру також вперше було зіграно альбом Master of Puppets у повному обсязі і в належній послідовності. |                                    | |                   | |
| 2007 | Sick of the Studio '07             | Європа: 28 червня — 18 липня 2007 року | 14                | Mastodon, Him, Joe Satriani, Stone Sour, Incubus, Faithless, Interpol, The Kooks, My Dying Bride, Heaven and Hell, Oomph!, Machine Head, Turbonegro, Volbeat, Mnemic, Diablo                                                             |
| Тур включав концерти на фестивалях і стадіонах, які збирали до 60 000 глядачів. |                                    | |                   | |
| 2008 | 2008 European Vacation Tour        | Північна Америка, Європа: 14 травня — 24 серпня 2008 року | 26                | The Sword, Ozzy Osbourne, Serj Tankian, Hellyeah, Jonathan Davis, Cavalera conspiracy, Shadows Fall, Apocalyptica, In This Moment |
| Дві пісні з майбутнього альбому були дебютними. Вперше у своїй історії гурт виступив на фестивалі Ozzfest, будучи хедлайнерами і граючи одразу після Оззі Осборна. |                                    | |                   | |
| 2008–2010 | World Magnetic Tour                | Європа, Ізраїль: 12 вересня 2008 — 27 червня 2010 США, Канада: 17 жовтня 2008 — 12 грудня 2009 Латинська Америка: 4 червня 2009 — 14 березня 2010 Австралія, Японія, Нова Зеландія: 15 вересня 2010 — 21 листопада 2010 | 187               | Lamb of God, The Sword, Volbeat, Machine Head, Down, Mastodon, Baroness, Avenged Sevenfold, Resorte, Mass Hysteria, Alice in Chains, Glyder, Fear Factory, Gojira, Horcas, Mad, Hibria, Sepultura, High on Fire, Orphaned Land, Criminal |
| Тур на підтримку альбому Death Magnetic. Тур став 16-м найкасовішим концертним туром в історії. Концерти 4, 6 і 7 червня у Мехіко, 7 липня 2009 року у Німі, Франція, 31 жовтня і 1 листопада у Квебеку були видані на DVD «Orgullo, Pasión y Gloria: Tres Noches en la Ciudad de México», «Français Pour Une Nuit» і «Quebec Magnetic» відповідно. Тур завершився концертами в Австралії та Новій Зеландії в листопаді 2010 року.            |                                    | |                   | |

## Тури 2010-х років
| Рік(и) | Назва                          | Етапи (місця проведення) та дати                                                              | Кількість показів | За підтримки |
| --- | ------------------------------ | --------------------------------------------------------------------------------------------- | ----------------- | --- |
| 2011 | 2011 Vacation Tour             | Північна Америка, Європа, Південна Америка, Азія: 23 квітня — 30 жовтня 2011                  | 17                | Slayer, Megadeth, Anthrax, Biffy Clyro |
| Тур включає перші два концерти «Великої четвірки» США в Індіо, Каліфорнії та Нью-Йорку, а також перший в історії гурту виступ в Індії. |                                |                                                                                               |                   | |
| 2012 | 2012 European Black Album Tour | Європа: 7 травня — 10 червня 2012 року                                                        | 16                | Gojira, Machine Head, The Kills, Soundgarden, Channel Zero, Mastodon, Ghost |
| Турне хедлайнерами європейських фестивалів, таких як Sonisphere Festival, Download Festival, Nova Rock Festival, Rock in Rio Lisboa, Werchter Boutique, Rock am Ring та Rock im Park. Як запізніле святкування 20-ї річниці «Чорного альбому», він був зіграний у повному обсязі у зворотному порядку. |                                |                                                                                               |                   | |
| 2012 | The Full Arsenal Tour          | Північна Америка: 28 липня — 29 серпня 2012 року                                              | 13                | Jim Breuer |
| Деякі з цих концертів були записані для фільму "Metallica": Through the Never, був першим туром, коли гурт виконував дві пісні на біс, а не три, і включав сценічні витівки на кшталт сцени, що розвалюється на частини, «Магнітних трун смерті» та багато чого іншого. |                                |                                                                                               |                   | |
| 2013 | Summer Tour 2013               | Північна Америка, Азія, Європа, Південна Америка, Антарктида: 8 червня — 21 вересня 2013 року | 14                | Anvil |
| На другому фестивалі Orion Music + More, що проходив у Детройті, гурт виступив під вигаданим псевдонімом «Dehaan» — «Dehaan» є відсиланням до актора Дейна ДеГаана, який знімався в Metallica: Through the Never — і зіграли «Kill 'Em All» повністю, відзначаючи 30-ту річницю виходу альбому. Після туру Metallica відіграла шоу під назвою «Freeze 'Em All» на антарктичній базі Карліні, ставши першою групою, яка виступила на всіх семи континентах. |                                |                                                                                               |                   | |
| 2014 | By Request Tour                | Європа, Південна Америка та Монреаль у Північній Америці: 16 березня 2014 — 9 серпня 2014     | 26                | De La Tierra, Raven, Slayer, Mastodon, Ghost, Gojira, Avenged Sevenfold, Alter Bridge, In Extremo, Biffy Clyro, Rob Zombie, Jack White, Robert Plant, Alice in Chains, Volbeat, Placebo, Skrillex, Airbourne, Children of Bodom, Kvelertak, Anthrax, Dropkick Murphys, Apocalyptica |
| Під час інтерактивного туру відвідувачі концертів могли голосувати через Інтернет, які пісні Metallica включить до сет-листа кожного вечора, а на концерті — за допомогою СМС на пісню, що виконується на біс. Metallica дебютувала з новою піснею під назвою «Lords of Summer». Єдиною зупинкою Metallica в Північній Америці був виступ у Монреалі на фестивалі Heavy Montreal.                                                                          |                                |                                                                                               |                   | |
| 2015 | Lords of Summer Tour           | Північна Америка, Південна Америка та Європа: 9 травня 2015 — 19 вересня 2015                 | 16                | Linkin Park, Faith No More, Tame Impala, Meshuggah, Bring Me the Horizon, Gojira, Baroness, Mötley Crüe |
| Концерти у Квебеку, що йшли один за одним, ознаменували як останній концерт у Colisée Pepsi, так і перший музичний виступ у Центрі «Відеотрон». |                                |                                                                                               |                   | |
| 2016–2019 | WorldWired Tour                | Північна Америка, Південна Америка, Європа, Азія, Океанія: 27 вересня 2016 — 25 серпня 2019   | 159               | Cage the Elephant, Babymetal, Lang Lang, Hatesphere, Iggy Pop, Avenged Sevenfold, Volbeat, Gojira, Kvelertak, Jim Breuer, Ghost, Bokassa, Slipknot Santaferia |
| Концертний тур на підтримку десятого студійного альбому Hardwired… to Self-Destruct. |                                |                                                                                               |                   | |

## Тури 2020-х років
| Рік (и)                                                                               | Назва          | Етапи (місця проведення) та дати                           | Кількість показів | За підтримки |
| ------------------------------------------------------------------------------------- | -------------- | ---------------------------------------------------------- | ----------------- | --- |
| 2023–2024                                                                             | M72 World Tour | Північна Америка, Європа: 27 квітня 2023 — 29 вересня 2024 | 54                | Architects, Mammoth WVH, Five Finger Death Punch, Volbeat, Ice Nine Kills, Pantera, Greta Van Fleet, Floor Jansen, Epica |
| Триває концертний тур на підтримку одинадцятого студійного альбому гурту, 72 Seasons. |                |                                                            |                   | |

## Перший виступ та інші перформанси
| Рік (и) | Етапи (місця проведення) та дати                     | Кількість показів | За підтримки                                                      |
| --- | ---------------------------------------------------- | ----------------- | ----------------------------------------------------------------- |
| 1982–1983 | США: 14 березня 1982 — 7 травня 1983                 | 36                |                                                                   |
| Перший концерт відбувся в Radio City, Анахайм 14 березня 1982 року, інші концерти протягом 1982 і початку 1983 року гурт не відігравав як тур, оскільки нова група випустила кілька демо-записів і пережила кілька змін у складі: Рон Макговні був замінений Кліффом Бертоном на посаді басиста, а через кілька місяців Дейв Мастейн, соло-гітарист і бек-вокаліст, був замінений Кірком Гемметом. |                                                      |                   |                                                                   |
| 2000–2003 | Каліфорнія/Англія: 30 листопада 2000 — 1 червня 2003 | 10                |                                                                   |
| Без бас-гітариста гурт відіграв кілька концертів, поки проходив прослуховування на посаду басиста. 2001 рік став першим з моменту заснування гурту, коли Metallica взагалі не відіграла жодного концерту. Під час свого єдиного виступу у 2002 році гурт представився як Bob's Band (на честь Боба Рока, який допомагав грати на бас-гітарі).                                                      |                                                      |                   |                                                                   |
| 2005 | Rolling Stones Gigs 2005                             | 2                 | The Rolling Stones (хедлайнер), Everclear                         |
| Гурт перервав свою відпустку після того, як його запросили відкрити два концерти туру The Rolling Stones «A Bigger Bang» у Сан-Франциско, штат Каліфорнія. |                                                      |                   |                                                                   |
| 2017 | Band Together Bay Area                               | 1                 | Rancid, Dave Matthews, Raphael Saadiq, Dead &amp; Company, G-Eazy |
| Metallica зіграла цей благодійний концерт, щоб зібрати гроші на ліквідацію пожеж у Північній затоці. |                                                      |                   |                                                                   |

## Цитати
1. ↑  Complete list of shows for
1982 [Архівовано 2010-01-31 у Wayback Machine.], 1983 [Архівовано 2010-02-24 у Wayback Machine.], 1984 [Архівовано 2008-10-12 у Wayback Machine.], 1985 [Архівовано 2010-01-26 у Wayback Machine.], 1986 [Архівовано 2010-03-02 у Wayback Machine.], 1987 [Архівовано 2016-03-19 у Wayback Machine.], 1988 [Архівовано 2008-08-08 у Wayback Machine.], and 1989 [Архівовано 2010-03-29 у Wayback Machine.] are listed on the Metallica.com website. Retrieved January 1, 2011.
2. ↑  Complete list of shows for 1990 [Архівовано 2010-02-04 у Wayback Machine.], 1991 [Архівовано 2010-01-30 у Wayback Machine.], 1992 [Архівовано 2010-02-06 у Wayback Machine.], 1993 [Архівовано 2016-08-19 у Wayback Machine.], 1994 [Архівовано 2016-08-19 у Wayback Machine.], 1995 [Архівовано 2016-08-19 у Wayback Machine.], 1996 [Архівовано 2016-03-16 у Wayback Machine.] , 1997 [Архівовано 2016-08-19 у Wayback Machine.], 1998 [Архівовано 2016-08-19 у Wayback Machine.], and 1999 [Архівовано 2016-08-19 у Wayback Machine.] are listed on the Metallica.com website. Retrieved January 1, 2011.
3. ↑  Complete list of shows for 2000 [Архівовано 28 березня 2016 у Wayback Machine.], 2003 [Архівовано 8 лютого 2016 у Wayback Machine.], 2004 [Архівовано 28 березня 2016 у Wayback Machine.], 2005 [Архівовано 28 березня 2016 у Wayback Machine.], 2006 [Архівовано 28 березня 2016 у Wayback Machine.], 2008 [Архівовано 28 березня 2016 у Wayback Machine.], 2009 [Архівовано 16 квітня 2016 у Wayback Machine.], and 2010 [Архівовано 28 березня 2016 у Wayback Machine.] are listed on the Metallica.com website. Retrieved January 1, 2011.
4. ↑  Complete list of shows for 2011 [Архівовано 28 березня 2016 у Wayback Machine.], 2012 [Архівовано 28 березня 2016 у Wayback Machine.], 2013 [Архівовано 28 березня 2016 у Wayback Machine.], 2014 [Архівовано 28 березня 2016 у Wayback Machine.], and 2015 [Архівовано 28 березня 2016 у Wayback Machine.] are listed on the Metallica.com website. Retrieved January 1, 2011.